# Flavigny-sur-Ozerain
Flavigny-sur-Ozerain je vesnice v burgundském departementu Côte-d'Or zařazená mezi tzv. Nejkrásnější vesnice Francie, ve které je výrobna tradičních anýzových pastilek značky Anis de Flavigny.

## Historie
Opevněná středověká ves vyrostla okolo stejnojmenného benediktinského opatství na ostrohu nad třemi řekami. Mezí místní pamětihodnosti patří klášter pocházející z 8. století s karolínskou kryptou sv. Reginy a jejími ostatky a také gotický kostel Saint-Genest.
Ze starého opatství se zachovala pouze krypta sv. Petra a vykopávkami obnažená šestiboká kaple s ochozem ve stylu rotundy Saint-Bénigne v Dijonu. Kostel sv. Petra má složitý komplex předrománské kaple pocházející z 9. století, ve 12. století byl přestavován, rozšířen o podélnou gotickou loď, ale nepřestál dobu Velké francouzské revoluce. V 18. století byly klášterní budovy obnoveny, sloužily pak jako továrna na výrobu anýzových bonbónů, jejichž tradice byla obnovena v časném středověku. V klášteře dnes působí benediktini. Ve vesnici je muzeum látek a textilního designu.

## Zajímavosti
Roku 2000 se zde natáčel americký film Čokoláda režiséra Lasse Hallströma.